# Fronsac (Haute-Garonne)
Fronsac ist eine französische Gemeinde mit 188 Einwohnern (Stand 1. Januar 2022) im Département Haute-Garonne in der Region Okzitanien. Sie gehört zum Arrondissement Saint-Gaudens und zum Kanton Bagnères-de-Luchon.
Nachbargemeinden sind Ore im Nordwesten, Frontignan-de-Comminges im Norden, Antichan-de-Frontignes im Nordosten, Moncaup im Osten, Bezins-Garraux im Südosten, Chaum im Süden, Esténos im Südwesten und Saléchan im Westen.

## Bevölkerungsentwicklung
| Jahr                      | 1962 | 1968 | 1975 | 1982 | 1990 | 1999 | 2008 | 2015 | 2019 |
| ------------------------- | ---- | ---- | ---- | ---- | ---- | ---- | ---- | ---- | ---- |
| Einwohner                 | 240  | 265  | 243  | 226  | 201  | 216  | 207  | 207  | 200  |
| Quelle: Cassini und INSEE |      |      |      |      |      |      |      |      |      |

## Sehenswürdigkeiten
- Kirche Saint-Barthélemy

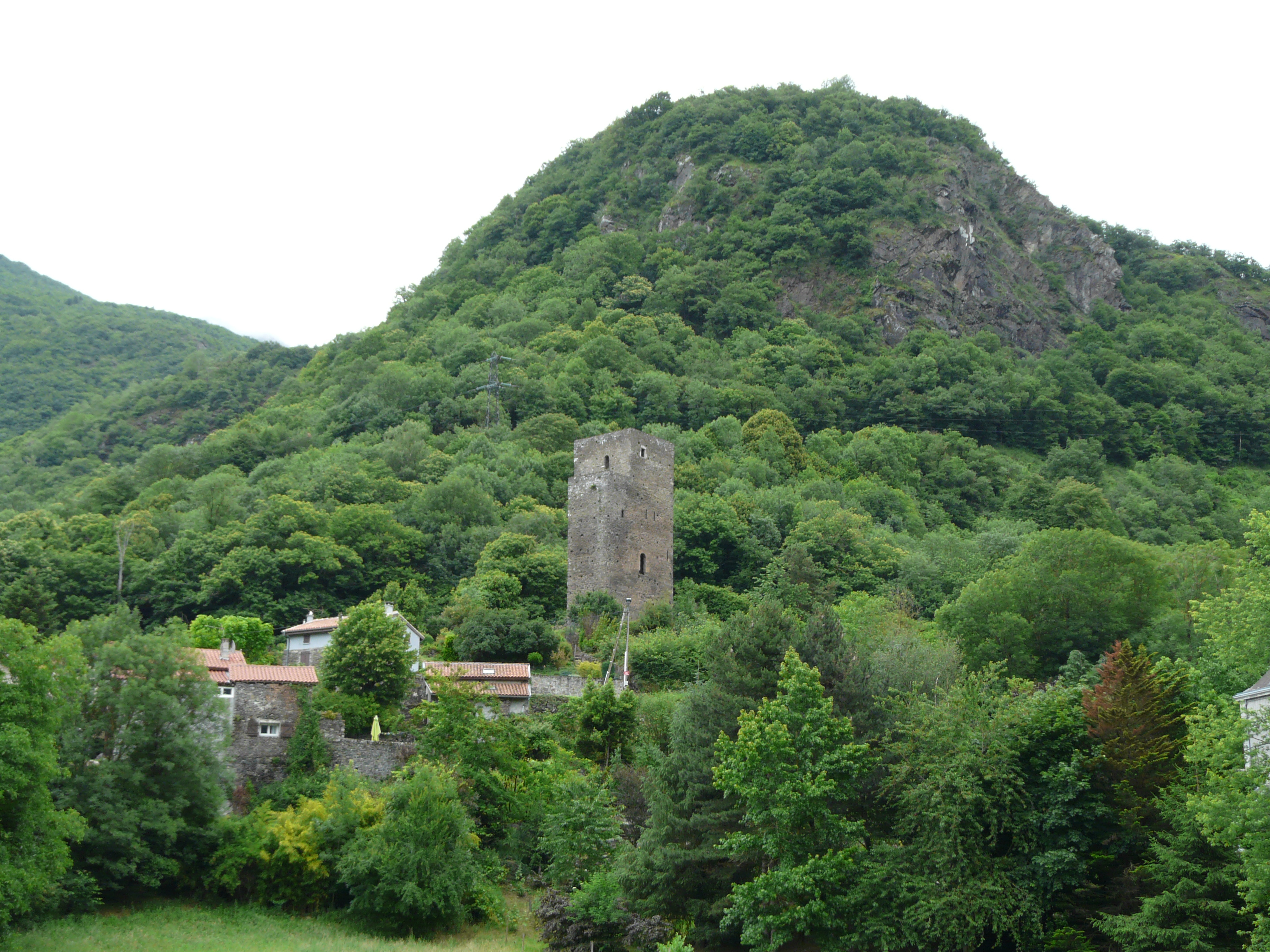
Schlossturm

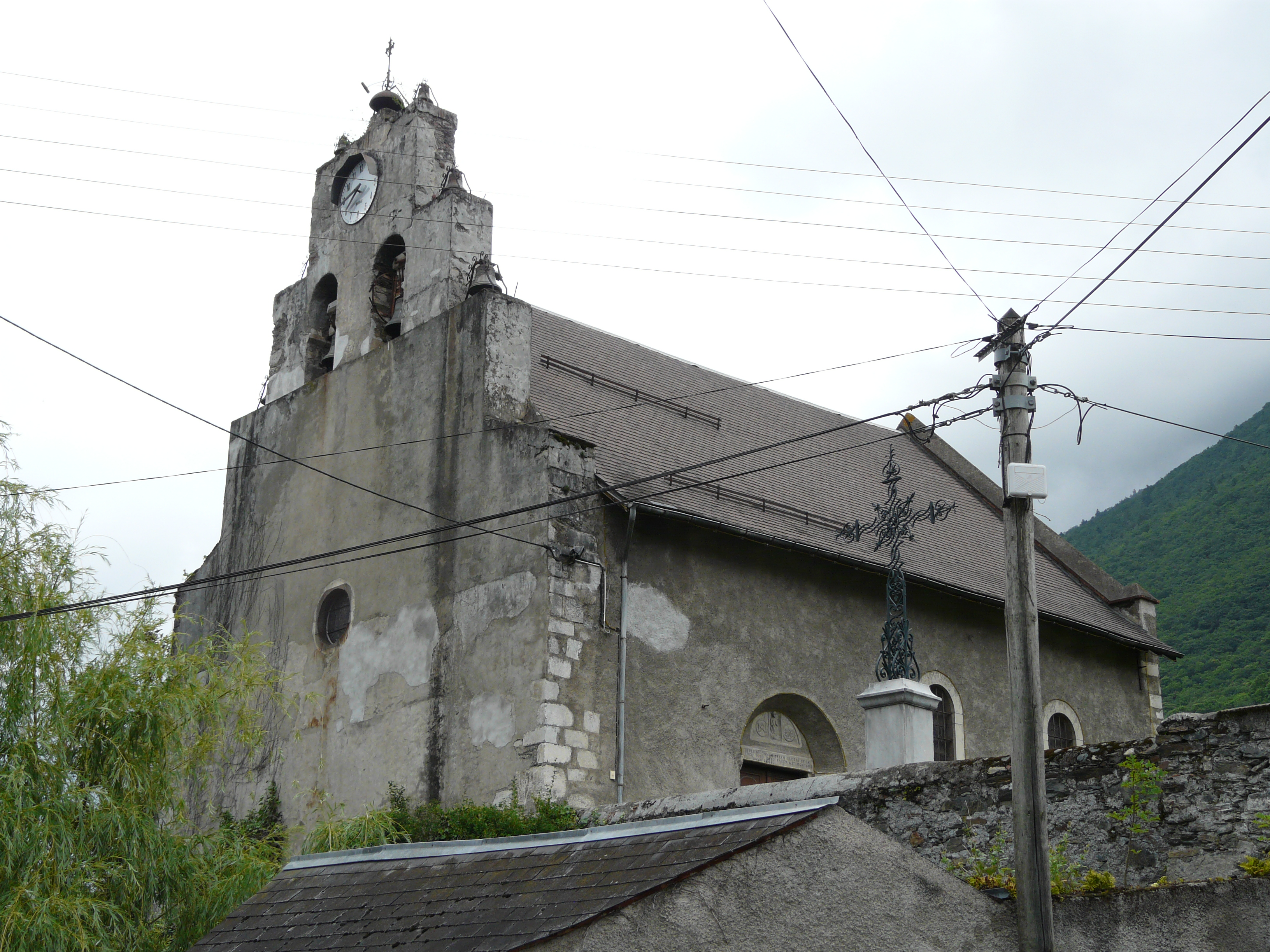
Kirche Saint-Barthélemy

- Schloss (Château des Comtes de Comminges)